# Tsuda Sōkichi

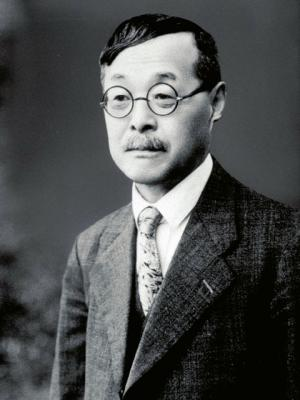
Tsuda Sōkichi

Tsuda Sōkichi (japanisch 津田 左右吉; geb. 3. Oktober 1873 in der Präfektur Gifu; gest. 4. Dezember 1961) war ein japanischer Historiker während der Taishō- und Shōwa-Zeit.

## Leben und Werk
Tsuda Sōkichi machte seinen Abschluss an der „Tōkyō Semmon gakkō“ (東京専門学校), der Vorläufereinrichtung der Waseda-Universität. Er forschte dann im Auftrag der Südmandschurische Eisenbahngesellschaft über die Geschichte und Geografie von Korea und der Mandschurei. Als Professor der Waseda-Universität wurde er eine Autorität, was alte japanische und chinesische Gedankenwelt angeht.
Seinen größten Beitrag lieferte Tsuda mit seiner Veröffentlichung im Jahr 1919 mit dem Titel „Kojiki oyobi Nihon shoki no shinkenkyū“ (古事記及び日本書記の新研究), etwa „Neue Forschung zum Kojiki und zum Nihon Shoki“. Darin wies er nach, dass der Inhalt dieser alten Schriften aus dem 8. Jahrhundert keine objektive Wahrheit darstellt, sondern dass die Editoren am Hofe damit die kaiserliche Macht rechtfertigten wollten. Für dieses Ergebnis wurde Tsuda von der rechten Seite attackiert, er kam kurz ins Gefängnis.
Tsudas „Bungaku ni arawaretaru waga kokumin shisō no kenkyū“ (文学に現れたる我が国民思想の研究) – „Studien zur Gedankenwelt unseres Volkes, wie sie in der Literatur erscheint.“ –, das er von 1916 bis 1921 verfasste, behandelt das Leben der Japaner, wie es sich in der Literatur seit der Zeit der Kaiserin Suiko (554–628) bis zum Ende des 19. Jahrhunderts darstellt. 1940 wurde er wieder vom rechten Flügel angegriffen, vier seiner Bücher wurden verbannt. 1942 wurde er wegen Majestätsbeleidigung belangt. – Nach dem Pazifikkrieg setzte er seine publizistische Tätigkeit fort.
Das Gesamtwerk Tsudas in 33 Bänden (津田左右吉全集, Tsuda Sōkichi zenshū) wurde von 1963 bis 1965 publiziert. Zu seinen Arbeiten bezüglich chinesischer Kultur gehört „Rongo no Kōshi no shisō“ (論語の孔子の思想) – „Die Analekten und konfuzianische Gedankenwelt“ aus dem Jahr 1946.
Tsuda wurde 1949 mit dem Kulturorden ausgezeichnet, 1960 erhielt er den Asahi-Preis.